# Henry McMaster
Henry Dargan McMaster (27 de mayo de 1947) es un político y abogado estadounidense, miembro del Partido Republicano, que es el 117.º y actual gobernador de Carolina del Sur, en funciones desde el 24 de enero de 2017.
Nacido en Columbia, Carolina del Sur, McMcaster se graduó en la Universidad de Carolina del Sur con una licenciatura en historia en 1969 y se graduó de la Facultad de Derecho de la Universidad de Carolina del Sur en 1973. Luego trabajó para el senador estadounidense Strom Thurmond, en práctica privada y un fiscal federal. Nombrado Fiscal de los Estados Unidos para el Distrito de Carolina del Sur por el presidente Ronald Reagan en 1981, llamó la atención por investigar contrabandistas de marihuana de Carolina del Sur en la Operación Jackpot. McMaster fue el candidato republicano para el Senado de EE. UU. En 1986, perdiendo ante el demócrata titular Fritz Hollings. Luego fue derrotado por el teniente gobernador de Carolina del Sur por el demócrata Nick Theodore en 1990.
En 1991, McMaster fue nombrado miembro de la Comisión de Educación Superior de Carolina del Sur y se unió a la Junta Directiva del Consejo de Políticas de Carolina del Sur sin fines de lucro. Presidió el Partido Republicano de Carolina del Sur de 1993 a 2002. McMaster renunció como presidente en 2002 para postularse con éxito para el procurador general de Carolina del Sur. Fue reelegido en 2006 y se postuló para gobernador en 2010, pero fue derrotado por Nikki Haley en las primarias republicanas. En 2011, el gobernador Haley nombró a McMaster para la Autoridad de Puertos de Carolina del Sur. Dejó esa oficina en 2015 después de ser elegido el 91.º vicegobernador de Carolina del Sur. McMaster sucedió a la oficina del gobernador cuando Haley renunció para convertirse en el embajador de los Estados Unidos en las Naciones Unidas. Fue el candidato republicano para las elecciones gubernatoriales de 2018 y venció al candidato demócrata James E. Smith Jr. Fue reelegido para el cargo en 2022.